# 포천읍
포천읍(抱川邑)은 1979년 5월 1일부터 2003년 10월 18일까지 존재한 포천군의 읍이다. 군의 남서부에 위치하고 있었다. 서울 ~ 김화간 도로에 접하여 교통이 편리하며, 경기 북동부의 경제, 교통의 중심을 이루고 있다. 부근의 산지대는 축우가 유명하다. 운천 동쪽 4 km 지점에 산정호수(깊이 23m)라는 관개용 대저수지가 산 위에 있고, 서북쪽 한탄강 계곡에는 명승지 고석정이 있어 관광객이 끊이지 않는다. 그 밖에 흥룡사, 영평팔경 등이 있다. 읍내에는 초등학교 29곳, 중학교 12곳, 고등학교 6곳, 대학 3개교가 위치하고 있다. 2003년 10월 19일 자로 포천군이 포천시로 승격되면서 포천읍은 선단동과 포천동으로 분동되었다.